# Pontonkénti konvergencia
A matematikában a pontonkénti konvergencia az egyik mód, ahogyan függvénysorozat egy határfüggvényhez konvergálhat.
Legyen { fn } függvények egy sorozata, amelyeknek értelmezési tartománya megegyezik. Azt mondjuk, hogy az { fn } sorozat pontonként tart f-hez, ha 
{\displaystyle \lim _{n\rightarrow \infty }f_{n}(x)=f(x).}
a tartomány minden x pontjában.
Ezt a konvergenciafajtát gyakran 
{\displaystyle \lim _{n\rightarrow \infty }f_{n}=f\ {\mbox{pointwise}},}
jelöli. Gyakran rövidítik is a pointwise szót, a rövidítés pw; és gyakran a nyílra írják.

## Tulajdonságai
A fogalmat gyakran szembeállítják az egyenletes konvergenciával, amit gyakran a nyílra írt e betű jelöl. Az egyenletes konvergencia erősebb, mint a pontonkénti, mert az egyenletes konvergenciából következik a pontonkénti, de a pontonkénti konvergenciából nem következik az egyenletes. Például
{\displaystyle \lim _{n\rightarrow \infty }x^{n}=0\ {\mbox{pontonként}}\ {\mbox{a}}\ \ [0,1),\ {\mbox{intervallumon, }}{\mbox{de}}\ {\mbox{nem}}\ {\mbox{egyenletesen}}\ {\mbox{a}}\ \ [0,1){\mbox{ intervallumon}}.}
Folytonos sorozatok pontonkénti határfüggvénye lehet nem folytonos:
{\displaystyle f(x)=\lim _{n\rightarrow \infty }\cos(\pi x)^{2n}}
értéke 1, ha x egész, és 0, ha nem egész, így minden egész helyen szakadása van.
A pontonkénti konvergencia nemcsak valós, vagy komplex értékű függvényekre értelmezhető, hanem a függvények topologikus terek pontjaira is képezhetnek. Az egyenletes konvergencia azonban nem értelmezhető minden topologikus térbe képező függvénysorozatra, hanem metrikus, vagy általánosabban uniform terek kellenek hozzá.

## Topológia
A pontonkénti konvergencia ugyanaz, mint a konvergencia az  YX szorzattopológiában, ahol  X az értelmezési tartomány, Y pedig a függvények értékkészleteit tartalmazó tartomány. Ha Y kompakt, akkor Tyihinov tétele miatt  YX is kompakt.

## Konvergencia majdnem mindenütt
A mértékelméletben szó esik majdnem mindenütt való konvergenciáról, ha a függvénysorozat tagjai mérhető halmazon definiált mérhető függvények. Ez pontonkénti konvergenciát jelent majdnem mindenütt. Egorov tétele szerint a majdnem mindenütt való konvergencia egy véges mértékű halmazon egy kisebb halmazon való egyenletes konvergenciát von maga után.

## Fordítás
- Ez a szócikk részben vagy egészben  a   Pointwise convergence című angol Wikipédia-szócikk fordításán alapul.  Az eredeti cikk szerkesztőit annak laptörténete sorolja fel. Ez a jelzés csupán a megfogalmazás eredetét és a szerzői jogokat jelzi, nem szolgál a cikkben szereplő információk forrásmegjelöléseként.